# Lévai István
Lévai István (Győr, 1957. június 23. –) olimpiai bronzérmes magyar ökölvívó.

## Pályafutása
Az 1980-as moszkvai olimpián nehézsúlyban bronzérmet szerzett, az elődöntőben a háromszoros olimpiai bajnok kubai Teófilo Stevensontól kapott ki. Kilencszeres magyar bajnok.